# 미국부제독
미국부제독은 미국제독을 도와 미국 해군의 통솔을 보좌하는 역할을 하는 부제독을 가리키는 용어이다.

## 설명
미국부제독(약칭 VADM)은 미국 해군, 미국 해안경비대, 미국 공중 보건 서비스 위탁 군단, 국립 해양 대기 관리 위임 장교 군단 및 미국 해양 서비스의 3 성급 임관 장교 계급으로서 급여 등급은 O-9이다. 부제독은 미국소장보다 위의 군사 계급이고 미국제독 아래의 군사 계급이다. 미국부제독은 다른 제복을 입은 서비스의 중장 계급과 동일한 군사 계급이다.

## 같이 보기
- 미국 해군
- 제독